# Louis Decaroli

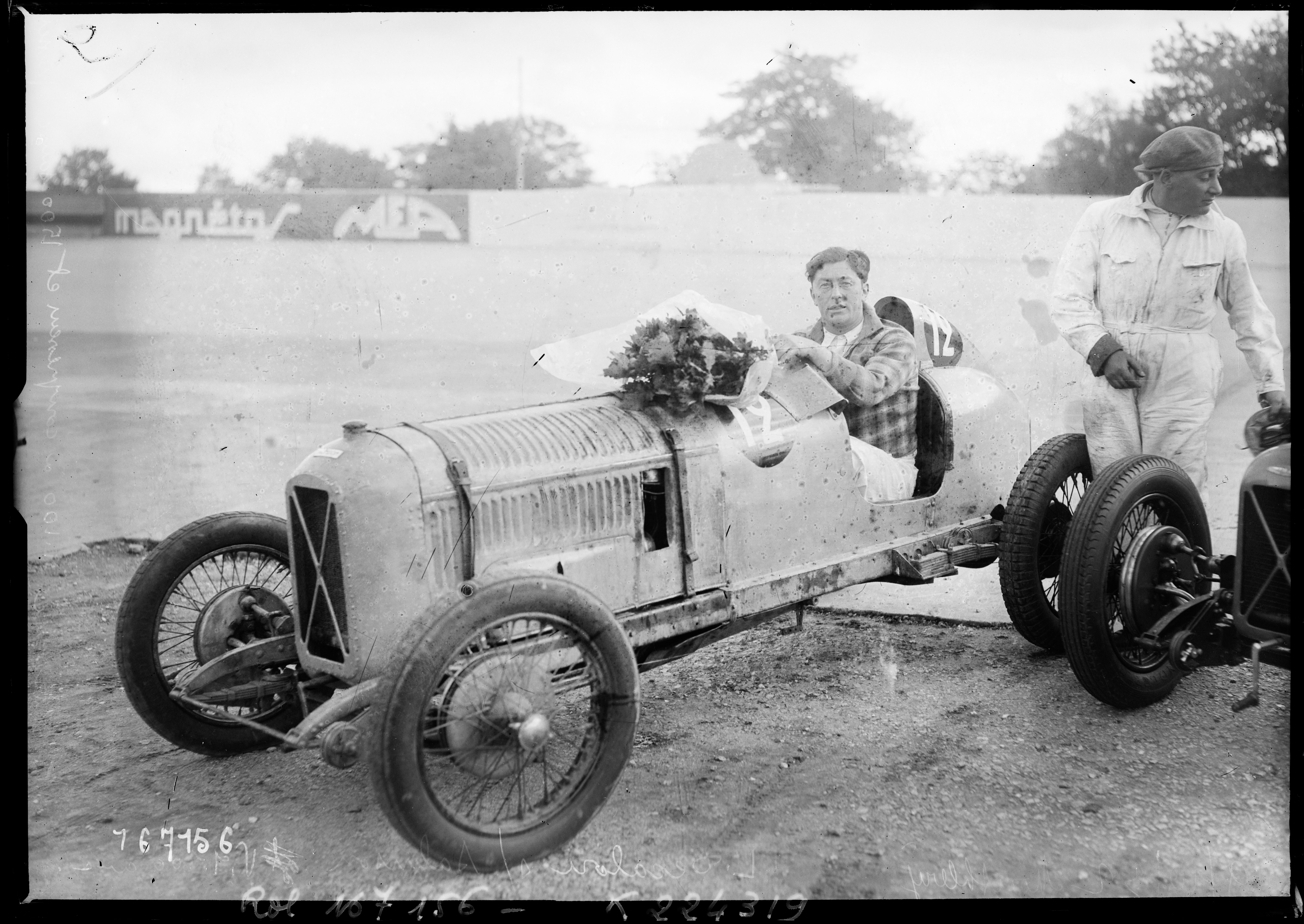
Louis Decaroli am Steuer eines Salmson V.1100, 1932 auf dem Autodrome de Linas-Montlhéry

Jean Louis Decaroli (* 3. Februar 1899 in Nizza; † 5. Mai 1968 in Antibes) war ein französischer Autorennfahrer.

## Karriere als Rennfahrer
Louis Decaroli besaß mehrere Rennwagen und war damit in den 1930er-Jahren bei Grand-Prix- und Sportwagenrennen aktiv. Ein erster Erfolg gelang ihm beim internationalen AVUS-Rennen 1931, wo er hinter dem Sieger Hans Lewy als Zweiter in die Wertung kam. Allerdings erreichten von elf Startern nur diese beiden das Ziel. 1934 gewann er auf einem Bugatti T37A das Voiturette-Rennen im Rahmen des Grand Prix de Picardie. Im selben Jahr war er Teampartner von Max Fourny, wo das einen Bugatti Type 55 fahrende Duo disqualifiziert wurde.

## Statistik

### Le-Mans-Ergebnisse
| Jahr | Team      | Fahrzeug        | Teamkollege | Platzierung     | Ausfallgrund |
| ---- | --------- | --------------- | ----------- | --------------- | ------------ |
| 1934 | M. Bayard | Bugatti Type 55 | Max Fourny  | disqualifiziert |              |